# Trichopisthia
Trichopisthia är ett släkte av fjärilar. Trichopisthia ingår i familjen ädelspinnare.
Kladogram enligt Catalogue of Life:
| Trichopisthia | \| \| Trichopisthia monteiroi \| \| \| \| \| \| Trichopisthia pallida \| \| \| \| |
|               | \| \| Trichopisthia monteiroi \| \| \| \| \| \| Trichopisthia pallida \| \| \| \| |
|               | Trichopisthia monteiroi                                                           |
|               |                                                                                   |
|               | Trichopisthia pallida                                                             |
|               |                                                                                   |

## Bildgalleri

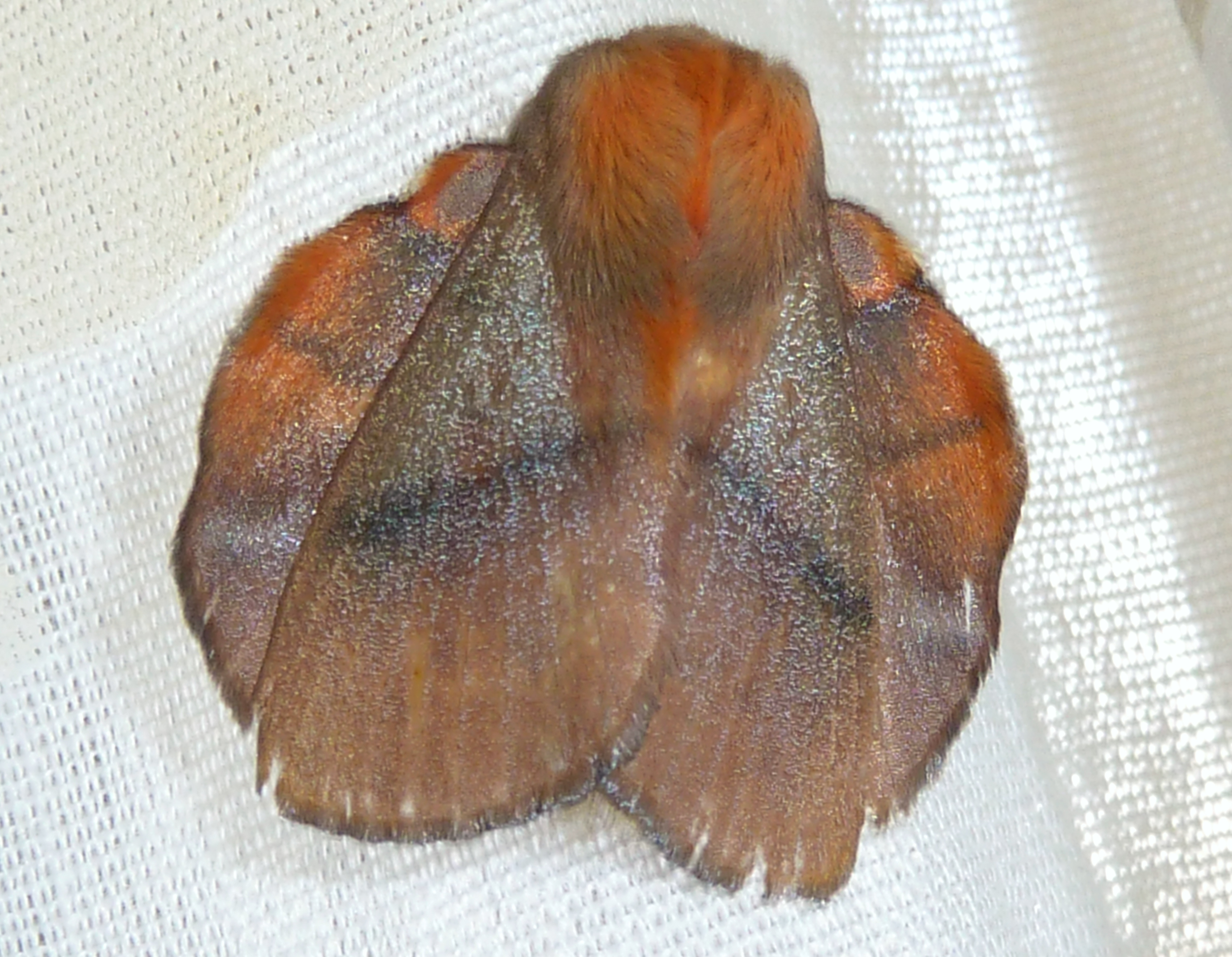